# Proctotrupidae
Proctotrupidae es una familia de avispas de la superfamilia Proctotrupoidea en el orden Hymenoptera. Hay alrededor de 400 especies en más de 30 géneros, distribuidos por todo el mundo.
Son avispas parasitoides pequeñas, en general de 5 a 8 mm, pero algunas miden de 3 a 15 mm. El último segmento abdominal es fino, alargado y suele dirigirse hacia abajo. El ala anterior tiene un estigma grande y detrás de ella hay una celdilla marginal pequeña.
Sus huéspedes son larvas de escarabajos y de algunos dípteros como los de la superfamilia Sciaroidea. Prefieren hábitats boscosos húmedos.

## Géneros
Hay 38 géneros:
- Acanthoserphus Hellén, 1941 g b
- Afroserphus He & Xu, 2007
- Apoglypha Panzer, 1801 g
- Austrocodrus Kieffer, 1907 g b
- Austroserphus Rasnitsyn and Jarzembowski 1998
- Brachyserphus Foerster, 1856 g b
- Carinaserphus Kieffer, 1904 c g b
- Codrus Townes, 1981 c g
- Cryptoserphus Fan & He, 1993
- Disogmus Rasnitsyn 1986
- Exallonyx Masner, in Townes & Townes, 1981
- Fustiserphus Ashmead, 1893 g
- Glyptoserphus Townes, 1981 b
- Heloriserphus Lin, 1988 g
- Hemilexodes Townes, 1981 g b
- Hormoserphus Brues, 1940 g
- Maaserphus Masner, 1961 c g
- Mischoserphus Rasnitsyn and Jarzembowski 1998
- Nothoserphus Kieffer, 1907 g
- Oxyserphus Brèthes, 1913 g
- Paracodrus Pschorn-Walcher, 1958 g
- Parepyris Rasnitsyn and Jarzembowski 1998
- Parthenocodrus Kieffer, 1908 g
- Phaenoserphus Pschorn-Walcher, 1958 g
- Phaneroserphus Lin, 1988 g
- Phoxoserphus Latreille, 1796 g b
- Proctotrupes Sharkey 1990
- Pschornia Townes, 1981 g b
- Serphonostus Townes, 1981
- Smithoserphus Townes, 1981
- Trachyserphus Kolyada, 2017 g
- Tretoserphus Townes, 1981 g b
- Tropidopria Ashmead, 1893 g
- †Dintonia Dodd, 1915
- †Gurvanotrupes Ogloblin 1960
- †Pallenites Dodd, 1933
- †Peverella Masner, 1961
- †Protoprocto Townes, 1981

Fuentes: i = ITIS, c = Catalogue of Life, g = GBIF, b = Bugguide.net